# Evangelische Kirche Klettwitz

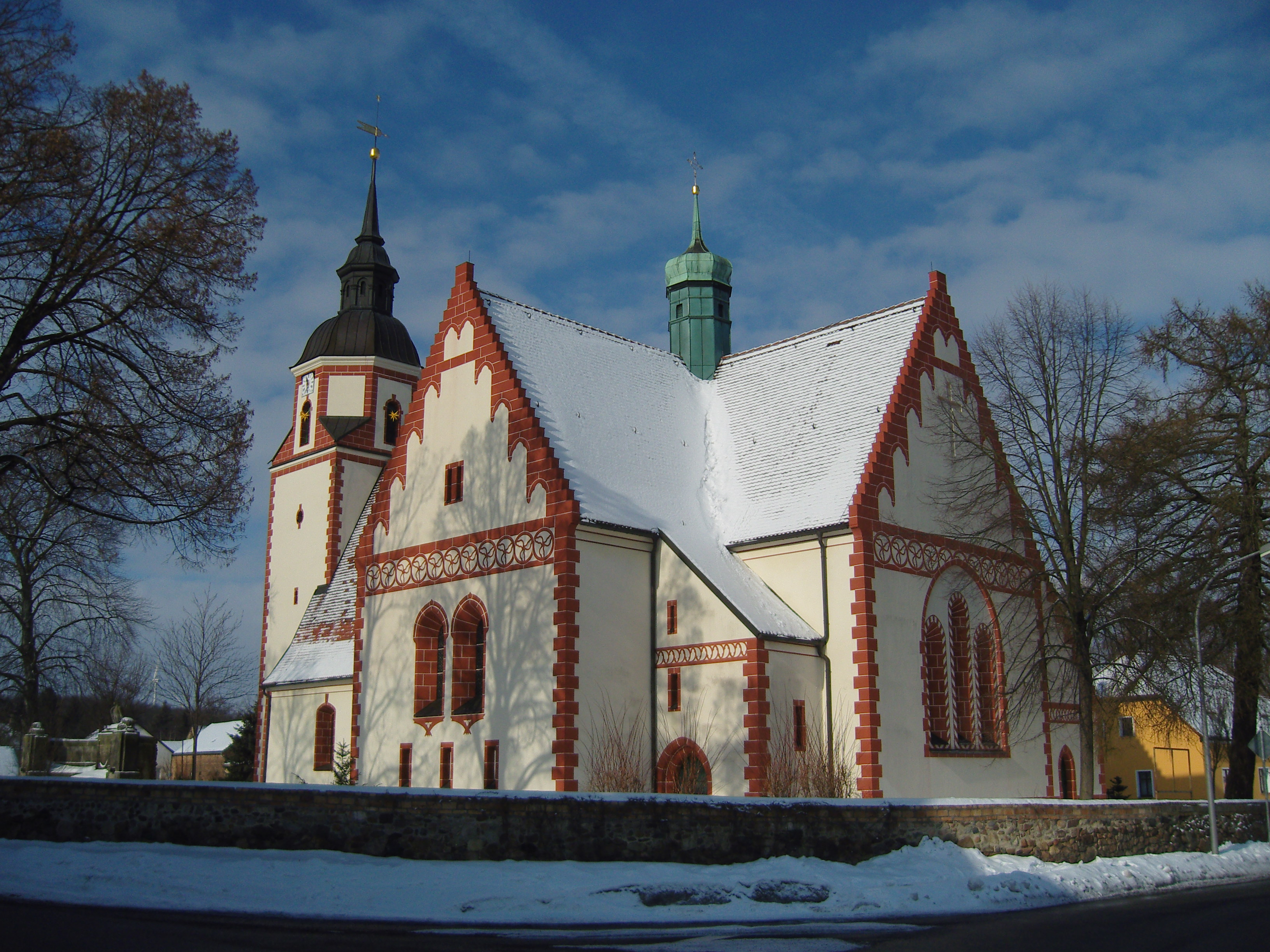
Kirche

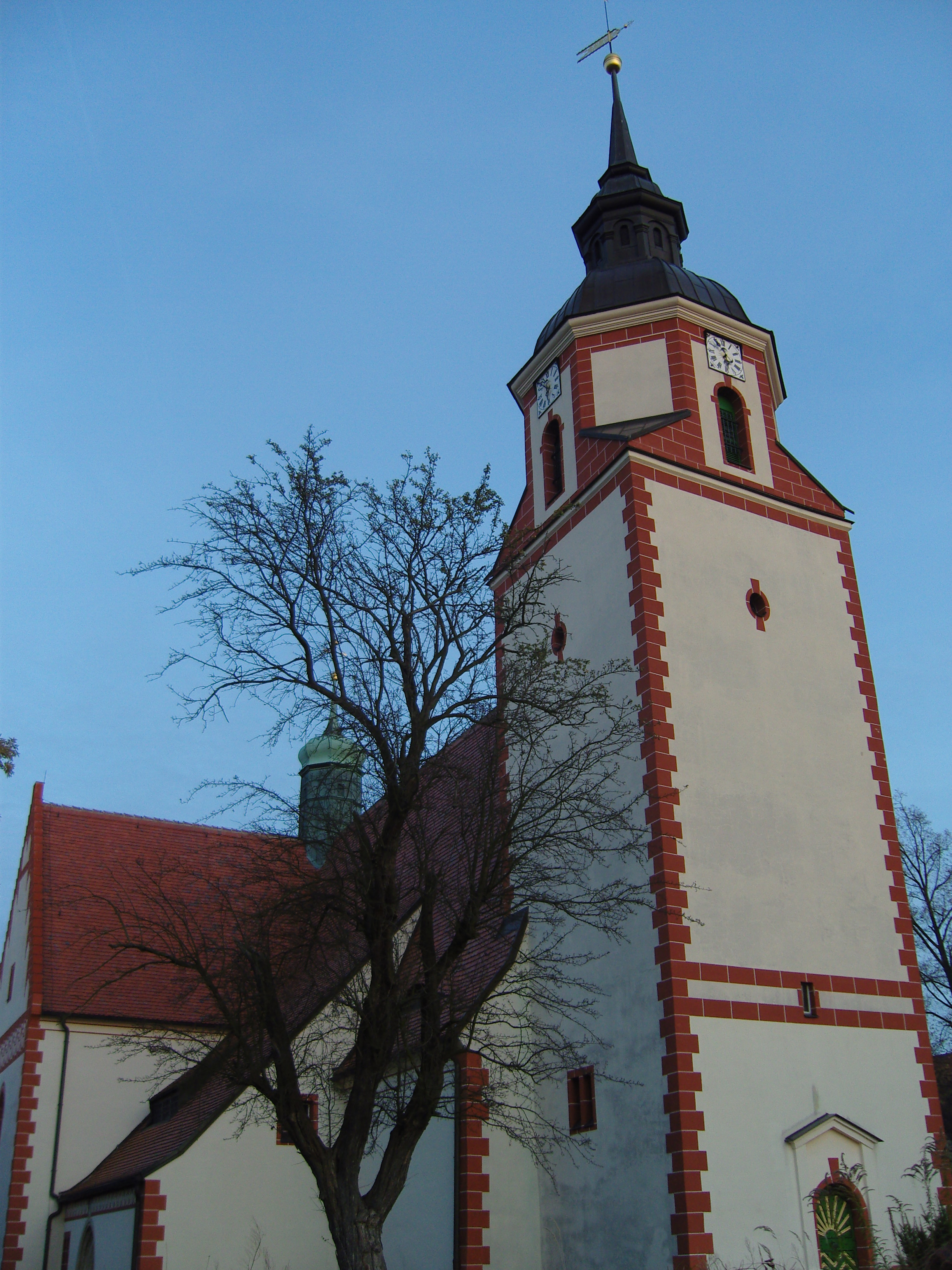
Westturm der Kirche

Die Evangelische Kirche Klettwitz ist ein Kirchenbau im Schipkauer Gemeindeteil Klettwitz im südbrandenburgischen Landkreis Oberspreewald-Lausitz.

## Geschichte
Zur Zeit der Ersterwähnung des Ortes im Jahr 1370 wird der Bau der steinernen Kapelle vermutet, die noch heute als Eingang der Kirche vorhanden ist. Sie war Filialkirche der Wormlager Kirche. Mit der Reformation im Amt Senftenberg wurde das wendische Dorf Klettwitz im Jahr 1540 selbständige Parochie. Zum Kirchspiel gehörten die benachbarten Orte Särchen (das heutige Annahütte), Meuro, Drochow und Kostebrau mit dem Ortsteil Wischgrund. Erster Pfarrer war Mathias Nuedemii von Klettwitz. Das Langhaus der heutigen Kirche ist vermutlich zu dieser Zeit entstanden.
Im Jahr 1774 wurde die Kirche im barocken Stil umgebaut. Durch den Zuzug zahlreicher Arbeiter aus anderen Gebieten wurde die wendische Sprache verdrängt. Pastor Friedrich Traugott Schlomka predigte 1870 das letzte Mal in wendischer Sprache. Im Jahr 1880 beschrieb Arnošt Muka die ethnische Situation in der Parochie Klettwitz so, dass das gesamte Kirchspiel mit all seinen Dörfer außer Schipkau im 19. Jahrhundert verdeutscht wurde und nur noch die alten Leute sorbisch verstanden. Aufgrund des Bevölkerungswachstums ab der zweiten Hälfte des 19. Jahrhunderts wegen der Industrialisierung erweiterte man die Kirche von 1905 bis 1907. Die Entwürfe stammten von den Architekten Wilhelm Blaue und Karl Weber. Bei der Erweiterung wurde der Ostgiebel abgebrochen. Die Kirche wurde im Jugendstil eingerichtet und ausgemalt. Der Friedhof um die Kirche wurde verlegt, um Baufreiheit zu schaffen.
Im Ersten Weltkrieg wurden die Bronzeglocken eingeschmolzen. Im Jahr 1921 erhielt die Kirche ein neues dreistimmiges Stahlgeläut.
Sowohl in der Zeit des Nationalsozialismus als auch in der DDR war das kirchliche Leben erschwert. Darüber hinaus entschied der Rat des Bezirkes Cottbus, dass der Ort Klettwitz bis zum Jahr 2004 durch den Tagebau Klettwitz-Nord devastiert werden sollte. Aufgrund dieser Entscheidung sank die Einwohnerzahl, Gebäude und Infrastruktur wurden vernachlässigt und verfielen. Dies galt auch für die Kirche. Nach der Deutschen Wiedervereinigung und der Abkehr vom Braunkohlebergbau in der Lausitz, wurde die Kirche von 1991 bis 1996 restauriert. Der Kirchbau wurde in der Fassung des Jahres 1906 für 3,2 Millionen DM wiederhergestellt.
Neben der evangelischen Kirche gibt es in Klettwitz noch die katholische Herz-Jesu-Kirche.

## Baubeschreibung

### Kirchgebäude
Die mittelalterliche Kapelle ist als Eingangsportal gestaltet. Durch sie gelangt man durch die ehemalige Nordpforte in das Langhaus, das beim Kirchenneubau um das Jahr 1540 entstand und bis zur Erweiterung im Jahr 1905 die Kirche bildete. An das Langhaus wurden zwei Querschiffe und ein Altarraum angebaut.
Unter der Orgelempore befindet sich eine kleine Pforte. Sie ist der mittelalterliche Westzugang zur Kirche. An dieser Pforte sind für die Niederlausitz typische Näpfchen und Spalten eingeschliffen. Hinter der Pforte befindet sich der Westturm. Dieser Turm mit quadratischen Grundriss ist 40 Meter hoch. Der Turm mit der barocken Haube verfügt über eine Turmuhr der Berliner Turmuhren-Fabrik Georg Richter, die 1905 gefertigt wurde. Im Turm befindet sich das dreistimmige Stahlgeläut.
Die heutige Kirche fasst 500 Personen.

### Kirchhof
Im Jahr 1995 wurde der Kirchhof neu gestaltet. Die dabei vorgefundenen alten Grabsteine wurden als Wegeinfassung verwendet. Am Nordrand des Kirchenhofes steht ein gusseisernes Grabdenkmal der Familie Krüger. Der Königlich Preußische Hofrat Johann Christian Gottfried Krüger setzte dieses Denkmal 1835 auf die Grabstätte seiner Eltern. Des Weiteren gründete die „Krüger-Stiftung“, die bis 1945 die jährlich besten Schüler auszeichnete.

### Kriegerdenkmal

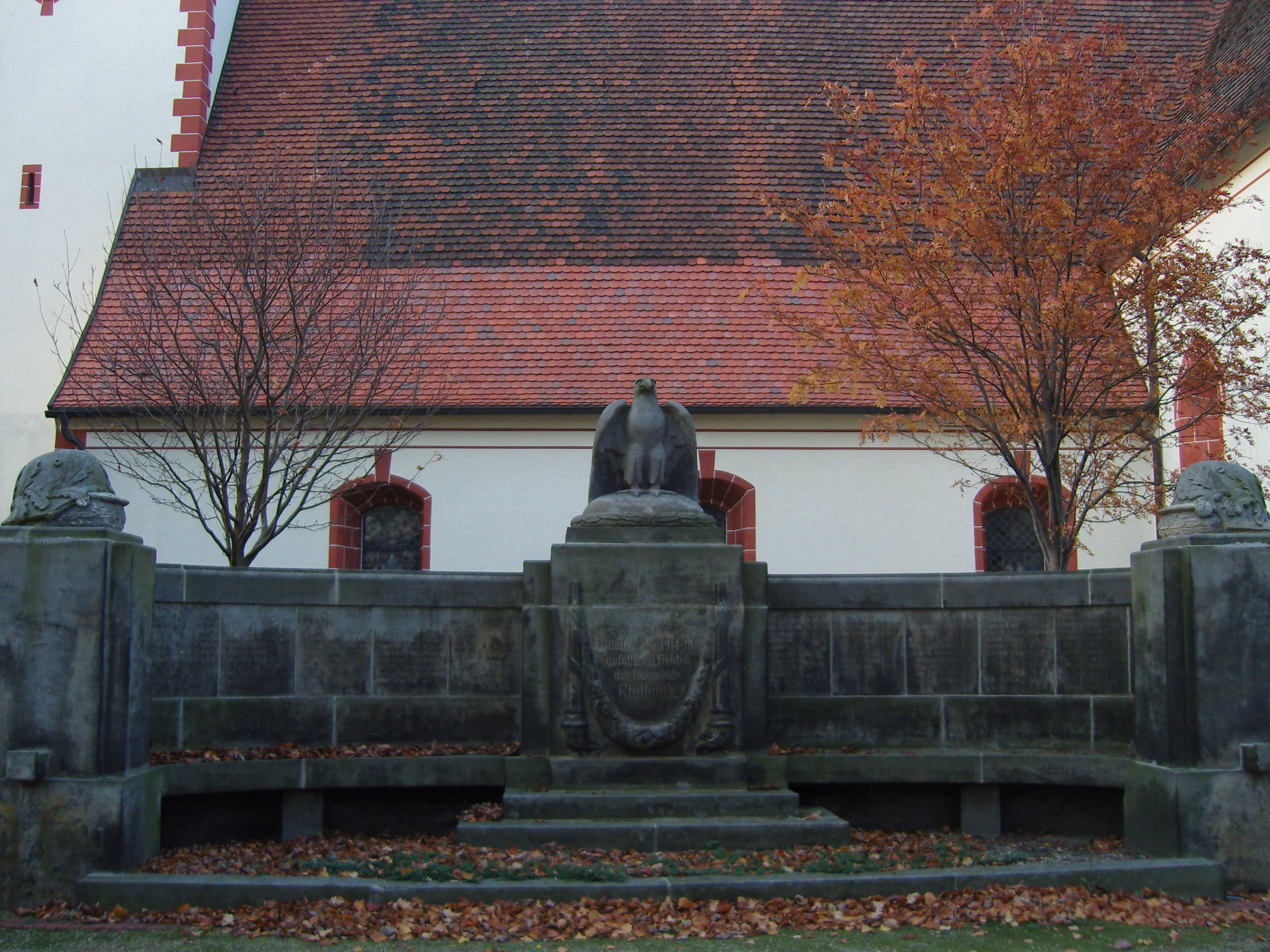
Kriegerdenkmal an der Kirche

Auf der gegenüberliegenden Seite der Kirche wurde ein Denkmal für die Gefallenen des Ersten Weltkriegs errichtet. Im Jahr 1945 wurden die laubumkränzten Helme und der Adler abgenommen und neben dem Denkmal vergraben. Sie wurden 1995 bei der Sanierung freigelegt und wieder angebracht.

## Innenausstattung
Das Kircheninnere ist farbenfroh ausgemalt. Die Scheinkassettendecke aus dem Jahr 1906 ist mit 91 Motiven ausgestaltet. An der Nordwand hängt ein lebensgroßes Kruzifix, das 1905 in Berlin gefertigt wurde.

### Altar
Der Altar der Kirche stammt aus katholischer Zeit, über seine Herkunft ist nichts bekannt. Es sind zum Großteil Maria und Märtyrerinnen dargestellt. Im Mittelteil befindet sich eine Holzplastik, die Maria mit dem Christuskind auf dem Arm darstellt. Sie steht als Himmelskönigin auf der Mondsichel. An Marias rechter Seite steht Maria Magdalena. Links von Maria befindet sich der heilige Martin, der den zu seinen Füßen liegenden Mantel teilt.
Auf dem oberen linken Seitenflügel ist die Schutzpatronin der Bergleute, die heilige Barbara, vor dem Turm dargestellt, in den sie von ihrem Vater gesperrt wurde. Dargestellt ist die Szene als ihr Vater sie enthaupten will. Im unteren Teil des linken Seitenflügels befindet sich eine Plastik der heiligen Margaretha, die im Kerker den Drachen überwindet.
Auf dem rechten oberen Seitenflügel ist die heilige Katharina von Alexandrien vor der Enthauptung dargestellt. Rechts unten ist die heilige Dorothea zu sehen.
Vermutlich zum Zeitpunkt der barocken Umgestaltung der Kirche erhielt der vormalige Flügelaltar ein Aufsatzgemälde mit der Darstellung des heiligen Abendmahls. Im Schnitzwerk links und rechts befinden sich die Wappen der Markgrafschaft Meißen und des Kurfürstentums Sachsen als landesherrliche Symbole. In der Gewölbevierung über dem Altar sind die Symbole der vier Evangelisten dargestellt.

### Taufstein
Ungefähr in der Kirchenmitte befindet sich der Taufstein. Entsprechend einer Überlieferung aus dem Jahr 1669 soll im Jahr 1660 Abraham Wunsch den Taufstein „aus tieffster Finsterniß“ an das Tageslicht geholt haben. Der Taufsteinaufsatz stellt die Taufe Jesu am Jordan dar. Die Taufschale ist eine Stiftung des „Churfürstl. Sächs. Ambtschössers zu Senftenbergk Christian Pöler“ aus dem Jahre 1669.
Über dem Taufstein hängt ein zwölfarmiger Kronleuchter, den der Klettwitzer Schmiedemeister Bernhard Semisch 1906 fertigte. An den Gestühlblenden um den Taufstein befinden sich mittelalterliche Gemälde unbekannter Herkunft mit biblischem Inhalt.

### Orgel
Auf der Orgelempore befindet sich eine Orgel mit 12 Registern auf zwei Manualen und Pedal von Wilhelm Sauer. Das pneumatische Kegelladen-Instrument ist bereits die vierte Orgel in der Kirche. Die erste Orgel um 1740 stammte aus Pulsnitz. Die heutige Disposition lautet wie folgt:
| I Hauptwerk C–f3 |                 |    |
| 1.               | Principal       | 8′ |
| 2.               | Gedackt         | 8′ |
| 3.               | Flûte           | 8′ |
| 4.               | Gamba           | 8′ |
| 5.               | Octave          | 4′ |
| 6.               | Progress II–III |    |

| II Nebenwerk C–f3 |                 |    |
| 7.                | Geigenprincipal | 8′ |
| 8.                | Gedackt         | 8′ |
| 9.                | Aeoline         | 8′ |
| 10.               | Fernflöte       | 4′ |

| Pedal C–d1 |         |     |
| 11.        | Subbass | 16′ |
| 12.        | Violon  | 8′  |

- Koppeln: II/I, I/P, II/P
- Spielhilfe: Tutti

### Fenster
In den Fenstern der Querschiffe ist die Geschichte des Ortes dargestellt. Der Lausitzer Stier stellt die ursprüngliche Zugehörigkeit zur Markgrafschaft Niederlausitz dar. Die gekreuzten Schwerter und das sächsische Wappen stehen für die Zugehörigkeit zum Kurfürstentum Sachsen (1635–1815). Der rote Adler steht für die preußische Provinz Brandenburg.

### Weitere Kirchenausstattung
Zur weiteren Kirchenausstattung gehört ein ungewöhnliches Objekt, das im Zuge einer Inventarisierung entdeckt wurde. Es handelt sich um einen Staubwedel, der an einer vier Meter langen Stange befestigt ist und zur Reinigung der aufwendigen Stücke diente.